# Чубинский, Павел Платонович
Па́вел Плато́нович Чуби́нский (укр. Павло Платонович Чубинський, 15 (27) января 1839 — 14 (26) января 1884) — украинский этнограф, фольклорист и поэт. Автор стихотворения, ставшего текстом государственного гимна Украины.
Во время учёбы в Императорском Санкт-Петербургском университете участвовал в деятельности украинской общины. Являлся автором журнала «Основа». За принадлежность к движению хлопоманов был выслан на Русский Север, где занимался исследованием региона. Был принят в Русское географическое общество, которое назначило Чубинского руководителем этнографической экспедиции по Юго-Западному краю. По результатам исследования было издано 7 томов «Трудов этнографическо-статистической экспедиции в Западно-Русский край».
В Киеве возглавлял Юго-западный отдел Русского географического общества, где сконцентрировались многие представители «Старой громады». Согласно Эмсскому указу от 1876 года данный отдел РГО был закрыт, а Чубинский — выслан из Киева.
Лауреат Уваровской премии. Его именем названо село Чубинское в Киевской области.

## Биография

### Ранние годы
Родился 15 января 1839 года в Борисполе Переяславского уезда Полтавской губернии. Дом, где Чубинский появился на свет, располагался на улице Короленко (Горянской). Происходил из небогатой дворянской семьи. Предки Чубинского по отцовской линии были родом с Волыни, принадлежали к шляхте. После раздела Речи Посполитой они переселились в Борисполь, где владели хутором. Отец — Платон Иванович (род. 1803), мать — Мария Николаевна (род. 1813), дочь подполковника Субханкина. Павел являлся старшим сыном в семье из шестерых детей.
С 1848 по 1852 год учился в Переяславском уездном училище. Окончил Вторую Киевскую гимназию в 1857 году.

### Учёба в Санкт-Петербурге
После окончания гимназии в 1857 году поступил на юридический факультет Императорского Санкт-Петербургского университета. Участвовал в деятельности украинской общины Санкт-Петербурга, был автором украинофильского журнала «Основа», где печатался под псевдонимом «Павлусь». В Петербурге Чубинский преподавал в воскресной школе с украинским языком обучения, созданной по инициативы громады. Репетиторствовал в семье Штакеншнейдеров. В университете дружил с Аполлоном Григорьевым, был знаком с Тарасом Шевченко и Яковом Полонским.
Во время похорон Шевченко Чубинский должен был произнести речь от лица студентов, но из-за стычки с полицией выступление не состоялось. На следующий день после похорон Чубинский принял участие в панихиде по расстрелянной царскими войсками варшавской манифестации, которая прошла в католическом костеле Святой Екатерины. После этого он жил в селе Ропша.
В конце 1860 года Чубинский вместе с Николаем Лысенко участвовал в этнографической экспедиции, собирал народные песни Киевской, Полтавской и Черниговской губерний. В январе 1861 года вернулся в столицу. Принимал участие в проводах гроба Шевченко в Канев.
В 1861 году Чубинский окончил Санкт-Петербургский университет.

### Ссылка на Север
С июня 1861 года жил в Борисполе, работал над диссертацией и писал стихи. Печатался в «Основе» и «Черниговском листке». Преподавал историю в киевских женских учебных заведениях. Являлся активным деятелем «Киевской громады» вместе с Владимиром Антоновичем, Михаилом Драгомановым, Павлом Житецким и Фадеем Рыльским. Автор юридической программы громады. В 1861—1862 годах давал юридические консультации и помогал оформлять документы бывшим крестьянам помещика Трепова. Осенью 1862 года Павел Чубинский написал стихотворение «Ще не вмерла Україна», которое позднее стало национальным гимном Украины.
За участие в обществе хлопоманов Третье отделение открывает на Чубинского дело. Производство впоследствии передаётся Следственной комиссии по рассмотрению дел о распространении революционных воззваний и антиправительственной пропаганды под руководством князя А. Ф. Голицына, которая в 1862 году принимает решение выслать Чубинского в посёлок Пинега Архангельской губернии. Туда же высылают супругов-этнографов Петра и Александру Ефименко. На Русском Севере, кроме четы Ефименко, Павел Чубинский сблизился с историком Александром Строниным.
В начале 1863 года поступил на государственную службу в Архангельске и в течение шести лет работал на различных должностях: следователя, секретаря Архангельского статистического комитета, редактора «Архангельских губернских ведомостей», начальника газетного стола, младшего, а потом старшего чиновника особых поручений при губернаторе, непременного члена Приказа общественного призрения. Участвовал в переписи города Архангельска 1863 года. Был пожалован чином коллежского асессора.
Находясь на Севере, занимался изучением края, чем обратил на себя внимание как администрации, так и учёных обществ. В частности, он был избран членом-корреспондентом Императорского Московского общества сельского хозяйства, членом-сотрудником Императорского Вольного экономического и Императорского Географического обществ, действительным членом Общества любителей естествознания, антропологии и этнографии.
В 1867 году, с согласия министра внутренних дел, получил командировку от географического и вольного экономического обществ для исследования хлебной торговли и производительности в бассейне Северной Двины. С апреля по октябрь этого года он объехал семь северных губерний. Участвовал в работах официальной комиссии по исследованию Печорского края. В статье «О промышленном состоянии севера России и мерах к его развитию» Чубинский высказал идею по соединению Белого моря с Балтийским для развития края. В 1868 году предложил построить железную дорогу из Вятской губернии в Северную Двину, для устранения потребности Архангельской губернии в хлебе.
Сам Чубинский работу в этот период описывал так: «Семь лет я трудился на Севере для русской науки и правительства. Не стану перечислять моих трудов, но они показали, насколько я интересовался населением великорусского и финского племён. Помимо этнографии, я коснулся всех отраслей экономического быта народа, и заметки по этим вопросам послужили предметом многих представлений господ губернаторов; и даже до сих пор случается встречать в газетах правительственные распоряжения, вызванные давними представлениями, которые возникли по моей инициативе. Я работал на Севере без устали и доказал мою любовь русскому народу».
За работу на Севере великий князь Алексей Александрович в апреле 1869 года пожаловал Чубинскому бриллиантовый перстень.

### Экспедиция по Юго-Западному краю

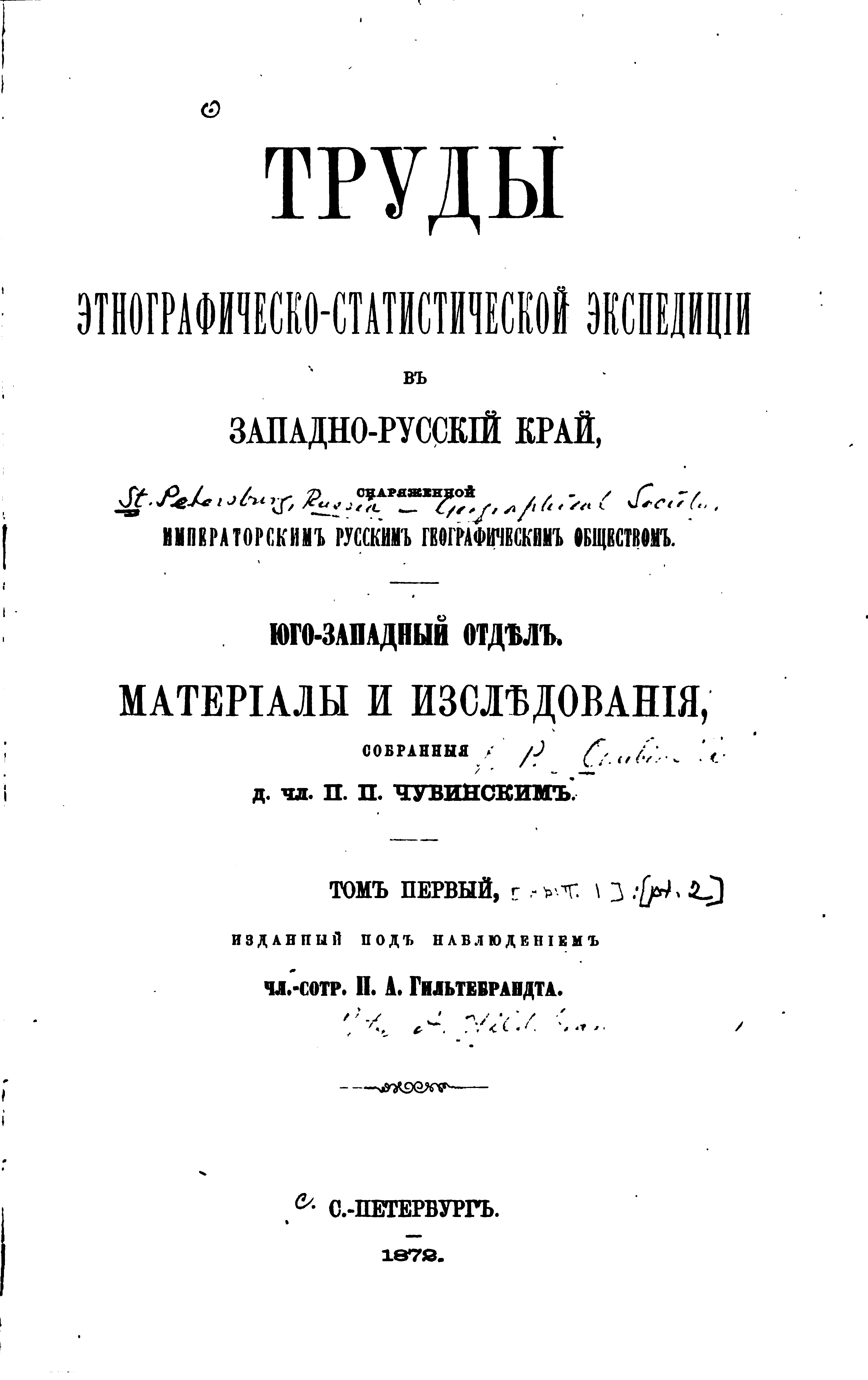
Труды Этнографическо-статистической экспедиции в Западно-русский край

11 марта 1869 года Чубинский вышел в отставку с государственной службы и был направлен Русским географическим обществом провести статистико-этнографическое исследование Юго-Западного края, которое общество задумало провести после польского восстания. Рекомендацию РГО о назначении Чубинского на проведение исследования дал Николай Костомаров. В марте 1869 года Чубинский был избран действительным членом географического общества, а 16 мая принял на себя руководство экспедицией.
По плану исследование должно было пройти в Киевской, Волынской и Подольской губерниях, но Чубинский распространил его и на части Минской, Гродненской, Люблинской, Седлецкой и Бессарабской губерний, где проживало значительная часть малороссийского населения. Экспедицию по краю Чубинский проводил в течение двух лет.
Кандидатскую диссертацию защитил в 1869 году за изданный «Очерк народных юридических обычаев и понятий по гражданскому праву в Малороссии».
«Труды этнографическо-статистической экспедиции в Западно-Русском крае» были изданы за счёт общества, под редакцией Н. Костомарова и П. Гильдебрандта. Экспедиция стала главным научным трудом Чубинского, за что он получил золотую медаль Русского географического общества, а время, проведённое в экспедиции, было зачислено ему в срок государственной службы. Кроме того, он получил золотую медаль 2-го класса по определению международного конгресса в Париже (1875), а в 1879 году Петербургская академия наук назначила ему Уваровскую премию.

### Последние годы

Дом в Млиеве, где жил Чубинский. Сейчас — дом-музей Л. П. Симиренко

С 1870 по 1873 год работал в Городище и Млиеве Черкасского уезда на сахарном заводе фирмы «Братья Яхненко и Симиренко», куда его рекомендовал этнограф Константин Михальчук. На месте они организовали кружок по различным национально-культурными вопросам. Впоследствии он издал первую карту свеклосахарной промышленности (1876).
В 1870-х годах являлся секретарём киевского отделения Русского технического общества, секретарём и вице-председателем южно-русского отдела Русского географического общества. Принимал участие в киевской переписи 1873 года. В 1874 году был организатором 3-го археологического съезда. Участвовал в постановках любительского театра при Киевском университете в качестве режиссёра.
При содействии Чубинского в 1873 году был основан Юго-западный отдел Российского географического общества. Открытие отдела РГО, по словам Фёдора Волкова, было важно для членов «Киевской громады», которая получила возможность проводить свои научные исследования и легализовать ту деятельность, которая ранее велась в виде тайного общества.
Деятельность отдела беспокоила царский режим, что в 1875 году послужило причиной доноса Михаила Юзефовича на имя императора Александра II с обвинением отдела в украинофилии под предводительством Чубинского. В следующем году появилась докладная записка министра внутренних дел Александра Тимашева «О вредной деятельности членов Киевского отдела Российского географического общества». Для рассмотрения дела была создана особая комиссия, итогом деятельности которой стал Эмсский указ 1876 года. По нему деятельность Российского географического общества в Киеве была прекращена, а Павла Чубинского предписывалось выслать.

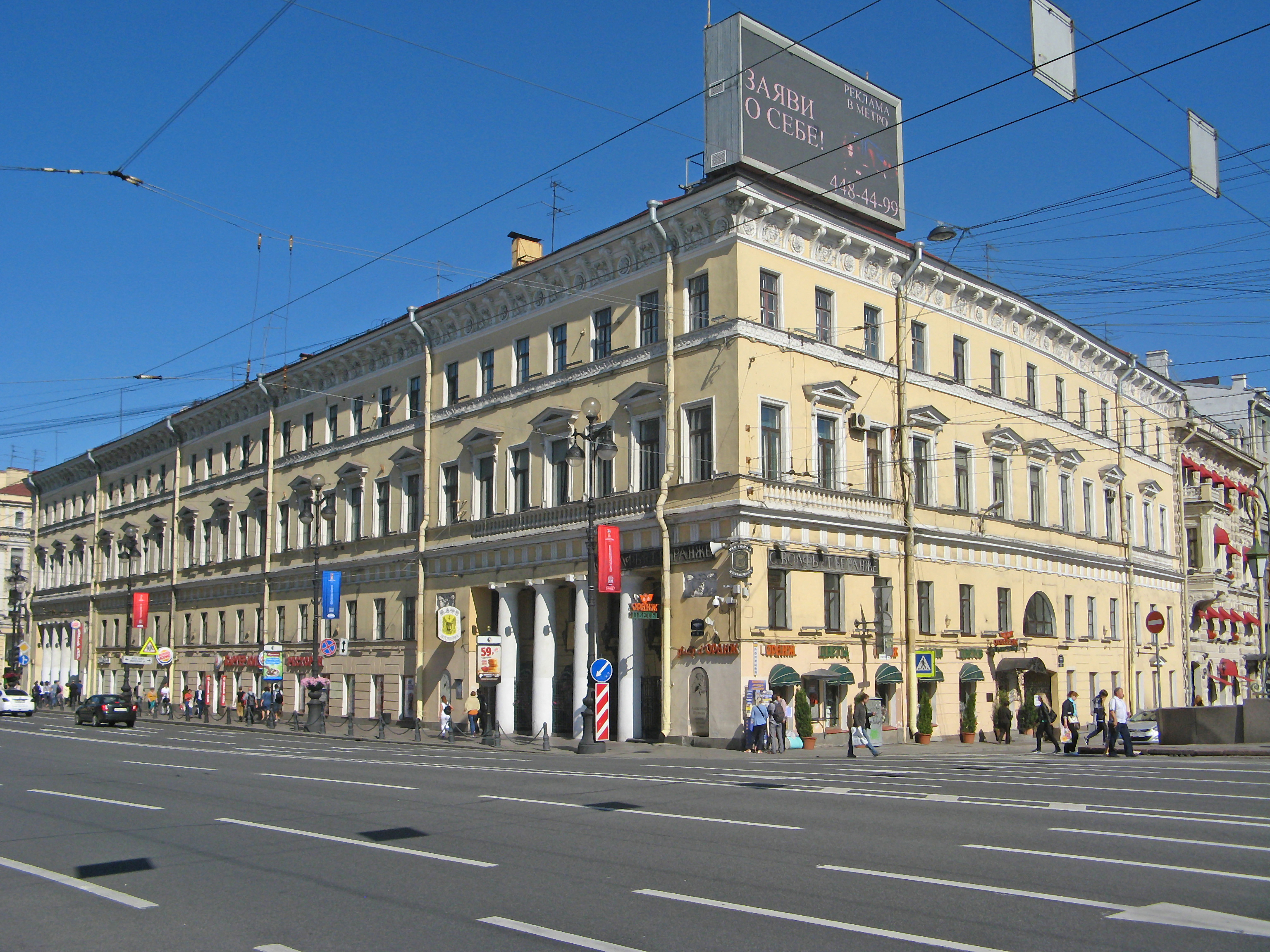
Дом Котомина в Санкт-Петербурге, где жил Чубинский

По ходатайству президиума Российского географического общества и друзей Чубинского осенью 1876 года ему позволили поселиться в Санкт-Петербурге. Работал в Министерстве путей сообщения на должности делопроизводителя департамента общих дел. Принимал участие в расширении и организации железнодорожных училищ, а также в устройстве пенсионных касс для служащих железных дорог. В это время жил сначала в доме Министерства путей сообщения на Фонтанке, а затем в доме Котомина.
В апреле 1879 года в чине статского советника вышел в отставку из-за болезни и вернулся в Киев. В 1880 году в результате инсульта он был парализован и следующие четыре года был прикован к постели. Скончался 14 января 1884 года на 44 году жизни. Отпевание прошло в церкви Рождества Христова. Похоронен на Кнышевом кладбище в Борисполе.

## Семья

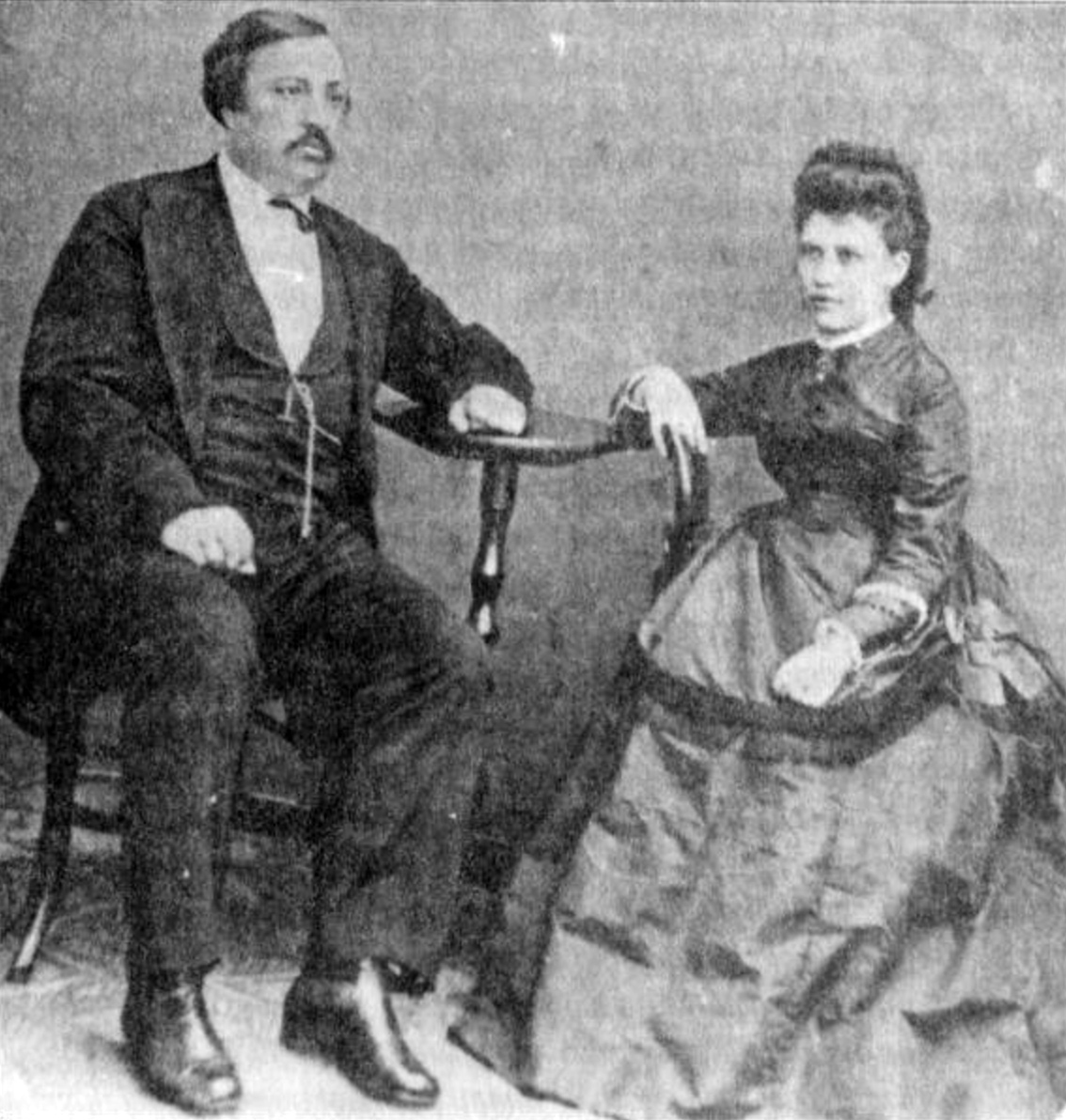
Чубинский с супругой

Супруга — Екатерина Чубинская (Порозова). В браке имел четверых детей:
- Михаил (1871—1943) — правовед и публицист.
- Павел (1873—1927) — инженер путей сообщения, работал на Дальнем Востоке, являлся заместителем министра путей во время немецкой оккупации Киева.
- Александра (1873—1949) — оперная певица, солистка Киевской и Миланской оперы, а также Большого театра в Москве.
- Фёдор (1878—1912) — ветеринар, работал в Сибири.

## Память
Чубинский стал прообразом интеллигента-народника Павла Платоновича Чубаня в драме Михаила Старицкого «Не судилось» (1883). В 1914 году Симон Петлюра опубликовал в Москве сборник статей и воспоминаний «Памяти Павла Платоновича Чубинского. 1839—1884 гг.».
Именем Павла Палатоновича названо село Чубинское, где находилась его родовая усадьба. На месте усадьбы, разрушенной в 1930-е годы, был создан ландшафтный заказник «Хутор Чубинского» площадью 10 гектаров. В 2016 году там началось строительство дома-музея Чубинского.
В честь Чубинского названы улицы в Киеве, Днепре, Запорожье, Звягеле, Ивано-Франковске, Каменке-Бугской, Кременчуге, Ковеле, Кривом Роге, Кропивницком, Лебедине, Луцке, Львове, Николаеве, Никополе, Стрые, Тернополе, Херсоне и Хмельницком. Имя Павла Платоновича носит лицей в Борисполе и академия искусств в Киеве.
В 2009 году Национальный банк Украины ввёл в обращение юбилейную монету «Павел Чубинский».

Памятник П. Чубинскому установленный 15 апреля 2020 г. в Кнышовом мемориально-парковом комплексе Борисполя
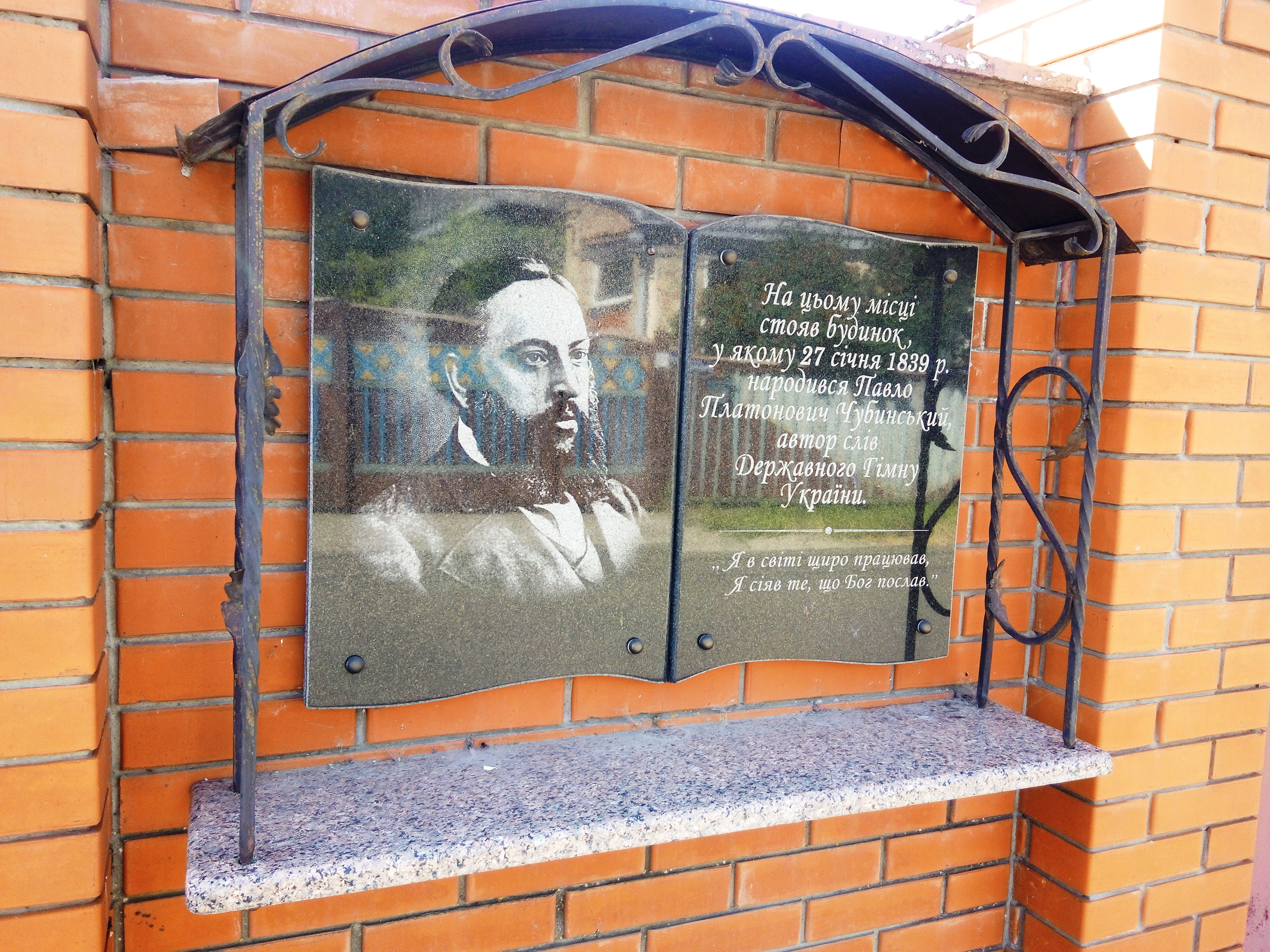
Мемориальная доска в Борисполе, где находился дом в котором родился Павел Чубинский
Бюст Павла Чубинского в Борисполе
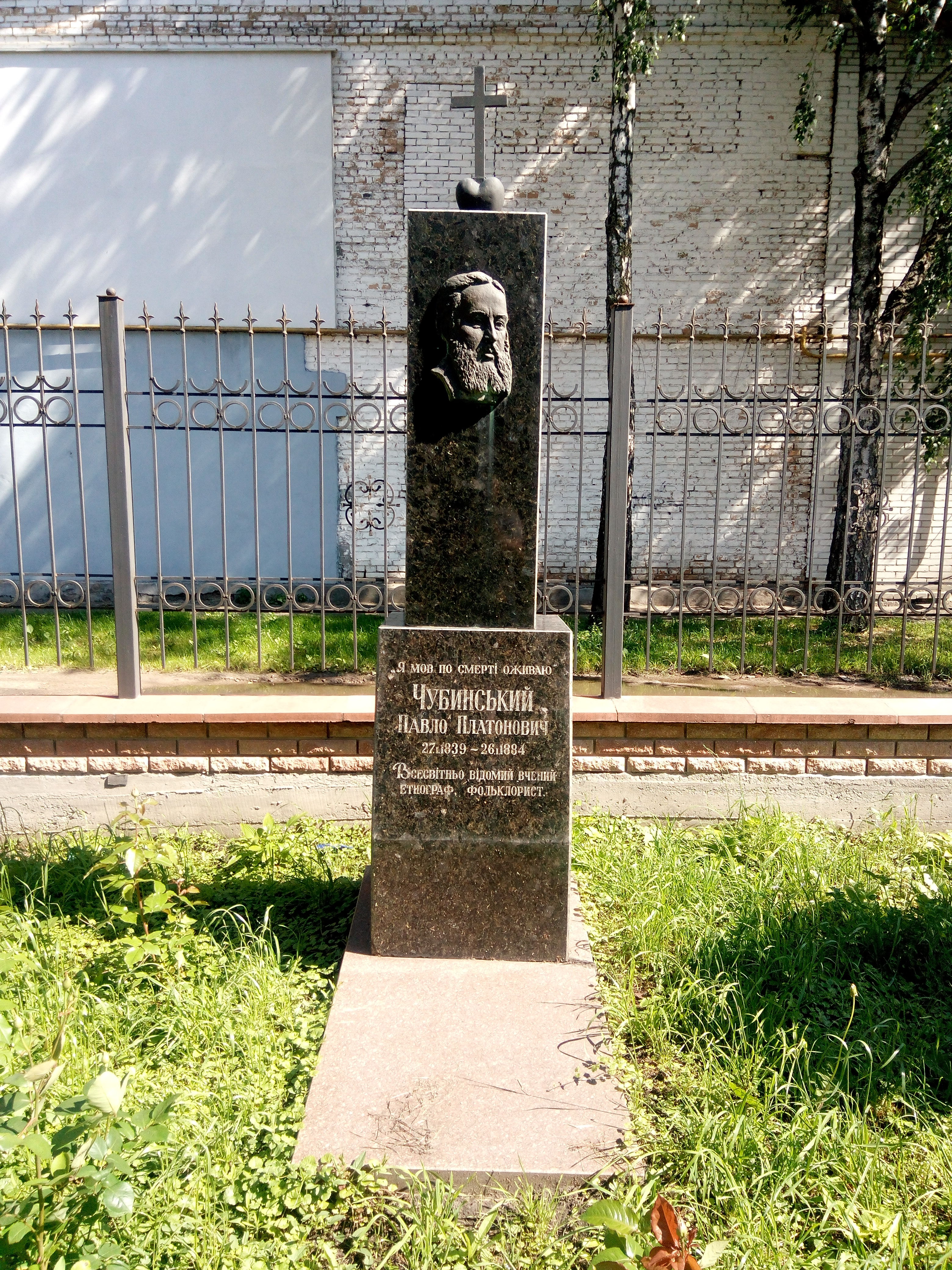
Памятный знак П. Чубинскому на территории Бориспольского государственного исторического музея

## Награды
- Золотая медаль Русского географического общества (1873)[5]
- Серебряная медаль Русского географического общества (1869, 1870)[5]
- Золотая медаль 2-го класса международного конгресса в Париже (1875)[5]
- Уваровская премия (1879)[5].